# 멀리사 로젠버그
멀리사 로젠버그(Melissa Rosenberg, 1962년 8월 28일 ~ )은 미국의 각본가이다. 심리치료사인 아버지 잭 리 로젠버그와 변호사인 어머니 퍼트리샤 로젠버그 사이에서 캘리포니아주 머린 군에서 네 번째 아이중 두 번째로 태어났다. 아버지는 유대인이며, 어머니는 아일랜드계이다.